# District de Homs
Le district de Homs est un district du gouvernorat de Homs, en Syrie. Il a pour capitale Homs.